# ديف بود
ديف بود (بالإنجليزية: Dave Budd)‏ مواليد 28 أكتوبر 1938 في نيوجيرسي، هو لاعب كرة سلة أمريكي سابق. بدأ مسيرته الاحترافية في سنة 1960. تم اختياره من قبل فريق نيويورك نيكس خلال الدرافت. حمل الرقم 10. يبلغ طوله 6 قدم 6 بوصة (2.0 م). اعتزل اللعب في 1966. أحرز خلال مسيرته في الإن بي إيه 2505 نقطة بمعدل 7.1 نقاط في المباراة الواحدة.

## روابط خارجية
- ديف بود على موقع سبورتس رفرنس (الإنجليزية)
- ديف بود على موقع كلية كرة السلة في سبورتس رفرنس.كوم (الإنجليزية)
- ديف بود على موقع ريلجم (الإنجليزية)
- ديف بود على موقع بروبوليرز (الإنجليزية)